# Kruzof Island
Kruzof Island fa parte dell'arcipelago Alessandro, nell'Alaska sud-orientale (Stati Uniti d'America). Amministrativamente appartiene alla City and Borough of Sitka. Secondo l'ultimo censimento del 2000 l'isola non ha una popolazione residente. L'isola si trova all'interno della Tongass National Forest.

## Geografia
Kruzof si trova a sud di Chichagof Island, da cui la divide il Salisbury Sound, e a nord-ovest di Baranof Island. Tra la parte settentrionale di Kruzof e l'isola Baranof si trovano altre isole minori, mentre la parte meridionale di Kruzof si affaccia sul Sitka Sound e si trova di fronte alla città di Sitka.
La superficie totale dell'isola è di 435,3 km². L'altezza massima è quella del monte Edgecumbe (975 m), uno stratovulcano quiescente.

## Storia
Nel 1775, Juan Francisco de la Bodega y Quadra chiamò il monte Edgecumbe montaňa de San Jacinto e l'isola divenne nota come San Jacinto o, come la indicava Jean-François de La Pérouse, St. Hyacinthe. Il capitano Tebenov della Marina imperiale russa la registrò nel 1849 con il suo nome Tlingit: ostrov Tlikh.
Il capitano Nathaniel Portlock della Royal Navy la chiamava Pitt Island. Per i primi commercianti di pelli russi era Sitka, ma nel 1805 il capitano Jurij Fëdorovič Lisjanskij della Marina imperiale russa, la chiamò isola di Kruz (остров Круза) in onore dell'ammiraglio russo di origine danese Aleksandr Ivanovič fon Kruz (Александр Иванович фон Круз o Крюйс).